# Vésztő
Vésztő ist eine ungarische Stadt im Kreis Szeghalom im Komitat Békés.

## Geografie
Für einen Teil des Gemeindegebiets fungiert die Sebes-Körös (Schnelle Kreisch) als natürliche Grenze.
Vésztő grenzt an folgende Gemeinden:
|             | Szeghalom                                   | Újiráz (HB) Komádi (HB) |
| Körösladány | Kompassrose, die auf Nachbargemeinden zeigt | Körösújfalu             |
| Bélmegyer   | Tarhos                                      | Okány                   |

## Geschichte
Die erste schriftliche Erwähnung als Vejzetheu/Vejszető stammt aus dem Jahr 1350.

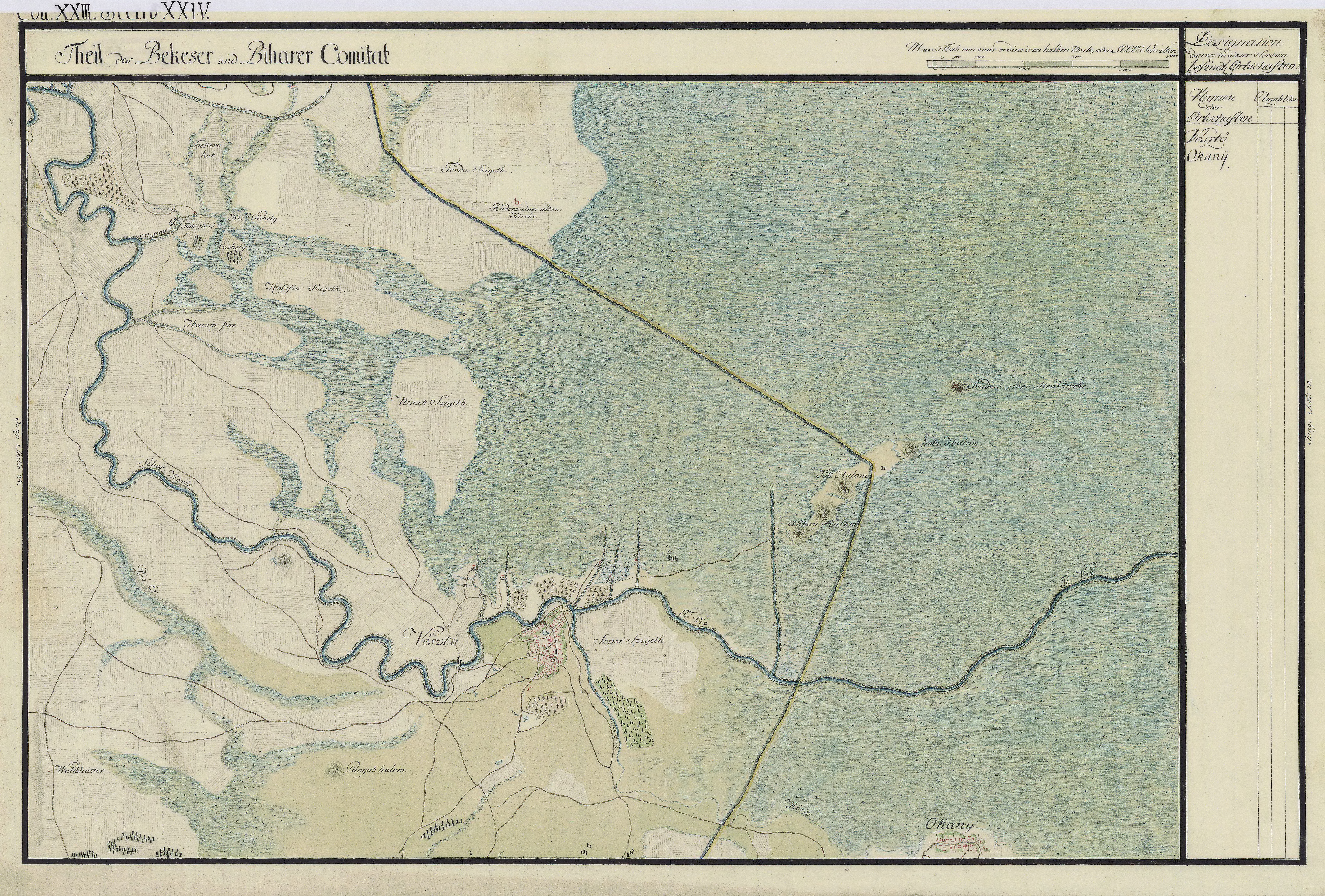
Vésztő (Mitte) um 1782 (Aufnahmeblatt der Josephinischen Landesaufnahme)
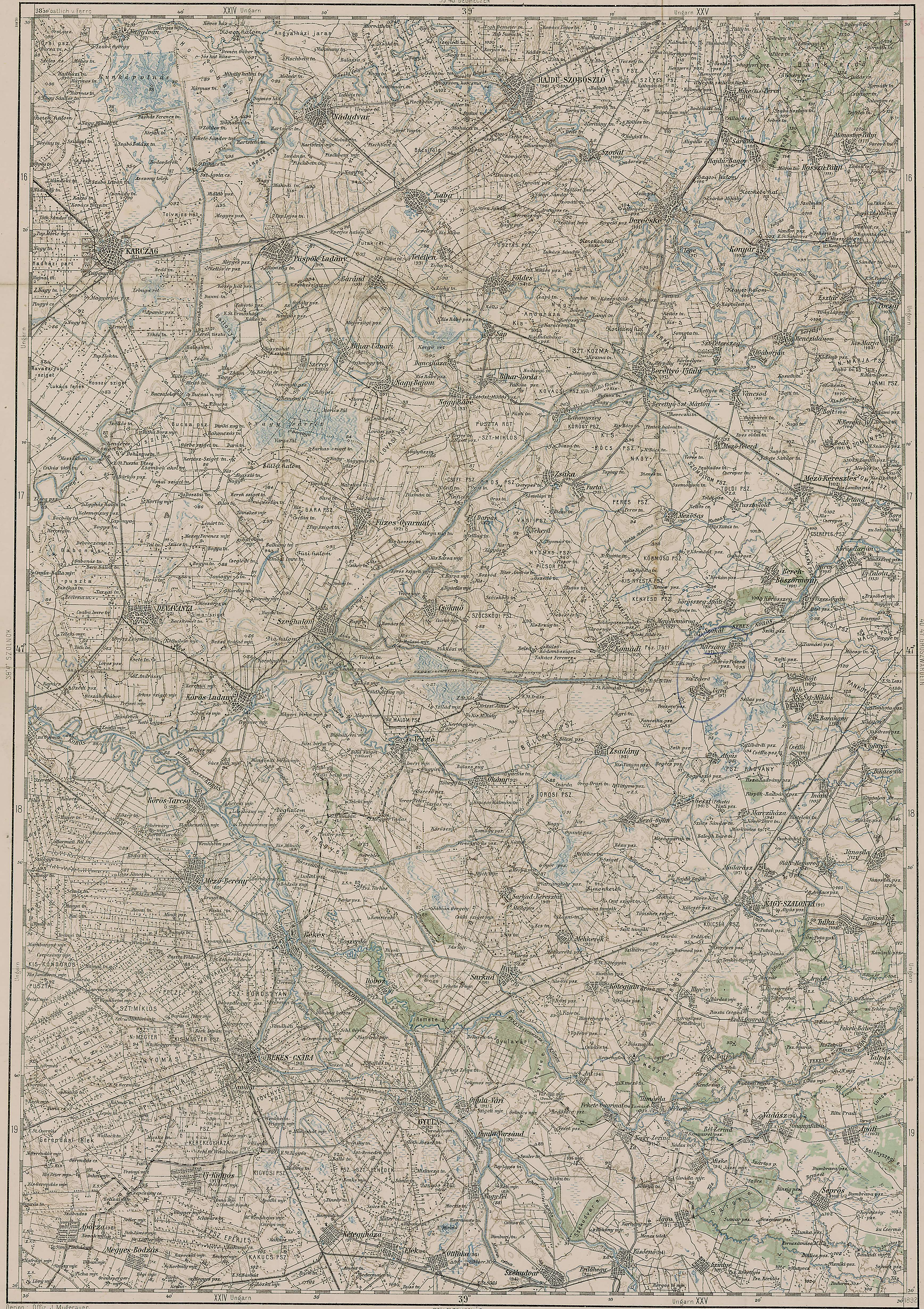
Vésztő (N 46° 55'; O 38° 57') um 1892 (Aufnahmeblatt der Franzisco-Josephinischen Landesaufnahme)

## Partnerschaften
- Dumbrava (Timiș) im Kreis Timiș, Rumänien (1991)
- Doboșeni im Kreis Covasna, Rumänien (1991)
- Vârghiș im Kreis Covasna, Rumänien (1991)

## Persönlichkeiten
- Bálint Kiss (1772–1853), presbyterianischer Pfarrer, Historiker, Lehrer und Mitglied der Ungarischen Akademie der Wissenschaften
- Ida Láng (1889–1944), Schriftstellerin und Journalistin
- Menyhért Lakatos (1926–2007), Schriftsteller und Träger des József Attila-Preises
- Anna Pardi (* 1945), Dichterin
- István Sinka (1897–1969), Dichter und Schriftsteller, 1920 in Vésztő angesiedelt

## Verkehr
In Vésztő treffen die Landstraßen Nr. 4222, Nr. 4234 und Nr. 4235 aufeinander. Es bestehen Eisenbahnverbindungen nach Gyoma und Békéscsaba.